# Parafia św. Łukasza Ewangelisty w Sosnowcu
Parafia Świętego Łukasza Ewangelisty w Sosnowcu – rzymskokatolicka parafia, położona w dekanacie sosnowieckim - św. Tomasza Apostoła, diecezji sosnowieckiej, metropolii częstochowskiej w Polsce, erygowana w 1982 roku. Od 1989 roku prowadzona przez Stowarzyszenie Apostolstwa Katolickiego.

## Historia
W 1981 roku ks. Szymon Szymocha organizował na sosnowieckiej Pogoni życie parafialne. W listopadzie tegoż roku ks. Władysław Sobczyk poświęcił plac pod budowę świątyni. 18 października 1982 roku biskup częstochowski Stefan Bareła erygował parafię św. Łukasza Ewangelisty, ponadto w tym okresie ukończono budowę kaplicy i odprawiono w niej pierwszą mszę świętą. Pierwszym proboszczem został ks. Szymocha, Decyzją biskupa Stanisława Nowaka 29 czerwca 1989 roku parafia została przekazana księżom pallotynom, a nowym proboszczem został ks. Władysław Nadybał. Dwa lata później bp Nowak wmurował kamień węgielny pod budowę kościoła. 18 października 1994 r. bp Adam Śmigielski konsekrował świątynię, w tym okresie wybudowano także dom parafialny. W następnych latach m.in. posadzono przy kościele drzewka-pomniki, postawiono pomnik Wincentego Pallottiego, zmodyfikowano układ prezbiterium, a także zmieniono nagłośnienie i ogrzewanie.

## Proboszczowie
- 1982–1989: ks. Szymon Szymocha
- 1989–1999: ks. Władysław Nadybał SAC
- 1999–2005: ks. Stanisław Flis SAC
- 2005–2008: ks. Piotr Ramusiewicz SAC
- 2008–2017: ks. Mirosław Lewandowski SAC
- 2017–2018: ks. Dariusz Przybyszewski SAC
- 2018–2024: ks. Dariusz Kubka SAC
- od 2024: ks. Tomasz Kawczyk SAC